# 55 Cancri

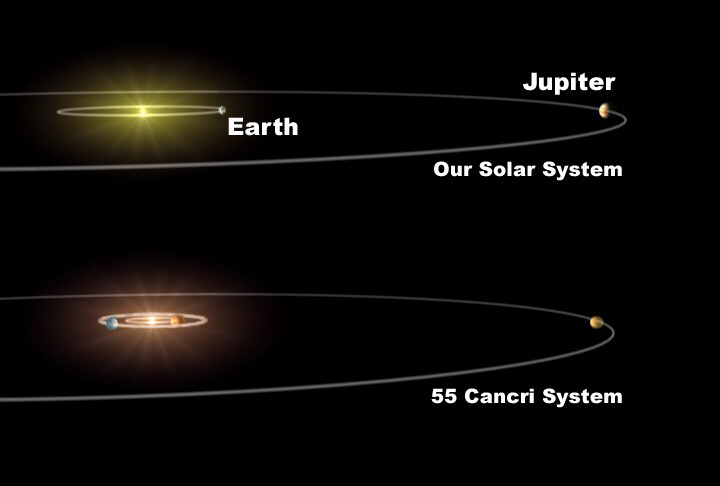
Comparación entre el sistema solar y el sistema Copérnico (55 Cancri).

Copérnico (también 55 Cnc; denominación de Bayer Rho1 Cancri A, Rho-1 Cancri) es una estrella cercana de magnitud 6 en la constelación de Cáncer. La estrella es un sistema estelar binario. El componente primario es, como nuestro Sol, una enana amarilla, pero levemente más ligero y luminoso. La distancia al sistema es 41 años luz. El componente más luminoso es visible a simple vista o con prismáticos en los cielos muy oscuros.
El secundario, Copérnico B, es una estrella de magnitud 13 débil enana roja, de clasificación espectral M4 V . Gira alrededor del componente más luminoso a una distancia de ~1065 UA, y en una revolución orbital que dura por lo menos decenas de miles de años.
Se han descubierto cinco planetas extrasolares alrededor de la estrella. Fue el sistema planetario con más planetas conocidos hasta el descubrimiento de nuevos planetas en Gliese 581 y en HD 10180. Sus planetas orbitan con períodos de 3, 15, 44, 260 y 4520 días. El más pequeño es el planeta que orbita la estrella en solo tres días, es del mismo tamaño que Neptuno. El último en ser descubierto posee 45 veces la masa terrestre.

## El sistema planetario

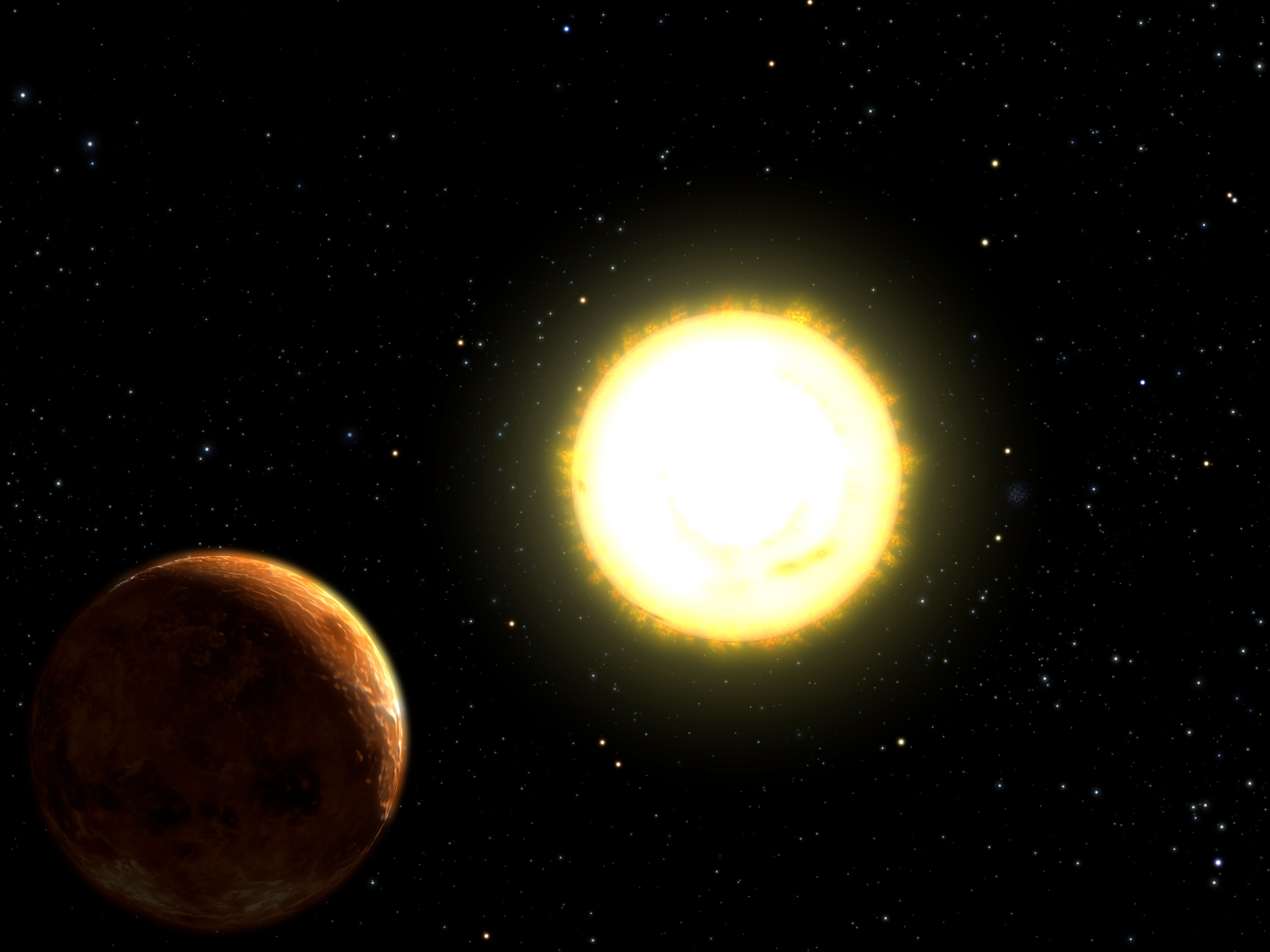
55 Cancri e podría tratarse de un planeta de tipo terrestre.

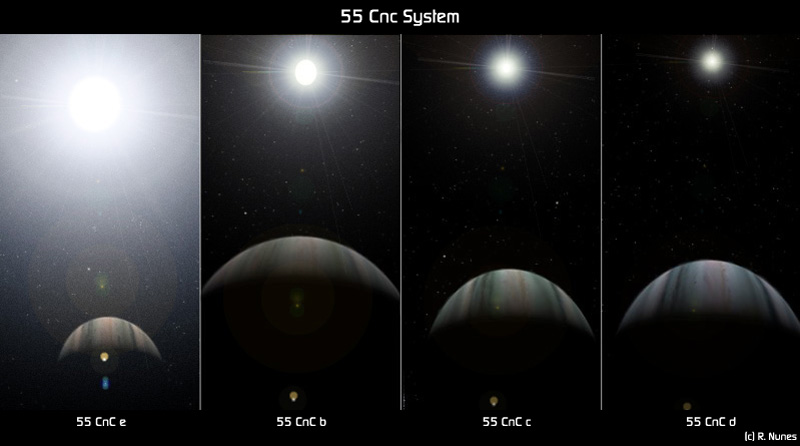
Vista de la estrella 55 cancri desde cuatro de los planetas de su sistema.

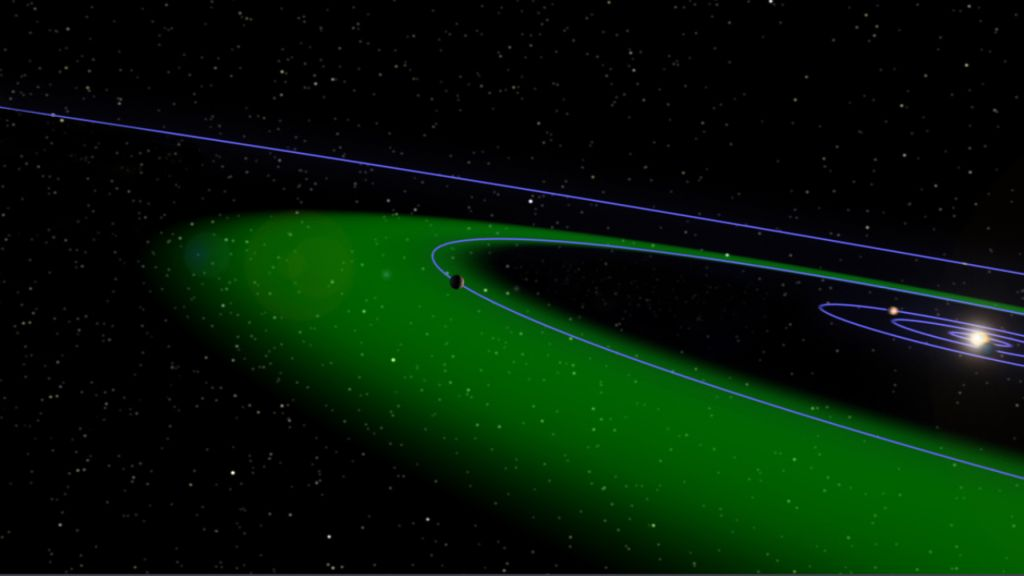
El planeta 55 cancri f orbitando dentro de la zona de habitabilidad (señalada en color verde).

Tradicionalmente, se nombran los planetas extrasolares usando el nombre de su estrella primaria más una letra minúscula ordenada según el orden del descubrimiento del planeta de la estrella, empezando con "b" y siguiendo con c, d, e, f,.... Por ejemplo, el tercer planeta descubierto alrededor de 55 Cancri se llama "55 Cancri d" (designado propiamente "Lippershey" por la IAU). Las letras mayúsculas A, B, C, D se usa para los compañeros estelares; esto lleva a una situación donde la estrella compañera de 55 Cancri A se llama 55 Cancri B, pero el primer planeta descubierto de la estrella se llama 55 Cancri b. A veces, para evitar la confusión, el planeta se llama 55 Cancri Ab, mientras que a la estrella primaria se le llama 55 Cancri A en lugar de 55 Cancri.
| Nombre         | Masa (MJ)        | Semieje mayor (UA) | Período orbital (días) | Excentricidad | Imagen |
| -------------- | ---------------- | ------------------ | ---------------------- | ------------- | ------ |
| e (Janssen)    | >0,0260 ± 0,0010 | 0,01560 ± 0,00011  | 0,736537 ± 0,000013    | 0,17 ± 0,04   |        |
| b (Galileo)    | >0.824 ± 0.007   | 0,115 ± 0,0000011  | 14,65162 ± 0,0007      | 0,014 ± 0,008 |        |
| c (Brahe)      | >0,217 ± 0,04    | 0,240 ± 0,005      | 43,93 ± 0,021          | 0,44 ± 0,08   |        |
| f (Harriot)    | >0,144 ± 0,04    | 0,781 ± 0,007      | 260 ± 1,1              | 0,2 ± 0,2     |        |
| d (Lippershey) | >3,92 ± 0,5      | 5,257 ± 0,9        | 4517,4 ± 77,8          | 0,327 ± 0,28  |        |

Órbitas de los planetas interiores de 55 cancri en comparación con los planetas interiores del sistema solar.

En 1998 se anunció el posible descubrimiento de un disco de polvo alrededor de 55 Cancri A. Los cálculos dieron 40 UA por lo menos para el radio del disco; y una inclinación de 25°. Sin embargo, el descubrimiento no pudo verificarse posteriormente.
Se cree que el planeta más interior "e" es un planeta terrestre grande aproximadamente 2,5 veces el diámetro de Tierra, con una superficie cubierta de lava y una atmósfera espesa pero transparente. Los otros tres planetas probablemente son gigantes de gas. El planeta "d" debe tener una temperatura y aspecto similar a Júpiter, y tiene probablemente un diámetro ligeramente superior. Los planetas "b" y "c", debido a su temperatura, son probablemente planetas sin nubes.
En 2004 se publicó la existencia de 55 Cancri e, un exoplaneta de tamaño similar a Neptuno, con una órbita de 2,8 días, que podría ser un pequeño gigante gaseoso o un gran planeta terrestre. Las medidas confirmaban, además, la existencia de 55 Cancri c. Mediante medidas del telescopio orbital Hubble se estimó la inclinación de la órbita.
Un equipo internacional de astrónomos acaba de revelar nuevos y sorprendentes datos sobre 55 Cancri e, que ha resultado ser, hasta la fecha, el planeta más denso jamás observado.
Su diámetro es apenas un 60 % mayor que el de la Tierra pero su masa multiplica por ocho la de nuestro mundo. La investigación, realizada por un equipo de astrónomos de varias instituciones en el telescopio canadiense MOST, se publica en ArXiv. El planeta se encuentra a unos 40 años luz de la Tierra, y está tan cerca de su estrella (llamada 55 Cancri A) que su año apenas dura 18 horas. "Se pueden marcar las fechas de este mundo con un reloj de pulsera en lugar de con un calendario", bromea el astrónomo Jaymie Matthews, de la Universidad de Columbia Británica.
"El brillo de su cercana estrella hace posible realizar todo tipo de mediciones, por lo que 55 Cancri e es el laboratorio perfecto para poner a prueba las teorías actuales sobre formación, evolución y supervivencia de planetas" explica Winn.
En 2005, los datos del planeta fueron cuestionados por Jack Wisdom, en un nuevo análisis de los mismos. De acuerdo a su nueva interpretación, junto al planeta con una órbita de 2,8 días, tendríamos otro similar a Neptuno con una órbita de 261 días, a una distancia de 0,77 UA. Estos datos han sido confirmados en noviembre de 2007, cuando se anunció la existencia del nuevo planeta 55 Cancri f, con una masa la mitad de la de Saturno, y una órbita de 260 días, y lo que es importante, dentro de la zona habitable de la estrella.
El planeta, debido a su masa, no puede albergar vida. No obstante, en hipotéticas lunas, en principio, se podría mantener, al menos, vida microscópica.
el planeta es muy curioso por una particularidad que aún no se sabe si es cierta a un compuesto por diamantes.